# BEST (中島美嘉のアルバム)
『BEST』（ベスト）は、2005年12月7日にリリースされた中島美嘉のベスト・アルバム、およびビデオクリップ集。

## 解説
- デビュー以来のシングル曲の大半を収録した初のベスト・アルバム。曲順は発表年代順である。
- デビュー曲「STARS」は再録している。
- 1枚目のアルバム『TRUE』に収録された「AMAZING GRACE」は、同曲を持ち歌としているジャズ歌手綾戸智絵のプロデュース・ピアノ演奏により大幅にリメイクされた。
- 6枚目のシングルの「愛してる」は、CDシングルバージョンが収録されており、晴れてCD-DA化された。
- アルバム1枚目の『TRUE』・2枚目『LØVE』に続くミリオンセラーを記録した。累計売上は120.6万枚（オリコン調べ）。
- 2006年1月11日にはアナログ盤も発売された。LP2枚組で収録曲はCDと同じものである。
- 2009年9月2日には、完全限定生産としてBlu-spec CD盤が発売された。
- 2017年9月時点でTSUTAYAにおいて累計195万回以上がレンタルされ、同時点でTSUTAYAにおけるベスト盤のレンタル回数では歴代18位である[2]。

## 収録曲
1. AMAZING GRACE（'05） [4:07]
  - 作詞・作曲：John Newton／編曲：綾戸智絵

サントリー スパークリングワイン「フレシネ」CMソング。2ndシングルカップリングのニューアレンジバージョン。
2. STARS（new vocal '05） [6:05]
  - 作詞：秋元康／作曲：川口大輔／編曲：冨田恵一

1stシングルのニューアレンジバージョン。
3. CRESCENT MOON [4:18]
  - 作詞：松本隆／作曲：大野宏明／編曲：田中義人

2ndシングル。
4. WILL [5:22]
  - 作詞：秋元康／作曲：川口大輔／編曲：冨田恵一

5thシングル。シングルバージョンはアルバム初収録。
5. RESISTANCE [4:52]
  - 作詞：秋元康・中島美嘉／作曲：長岡成貢／編曲：COLDFEET

ミニアルバム『RESISTANCE』収録曲。アルバム『LØVE』にはアルバム・バージョンとして収録された為、オリジナル・バージョンはアルバム初収録。
6. 愛してる [5:30]
  - 作詞・作曲：H／編曲：shinya

6thシングル。シングルバージョンはアルバム初収録。
7. Love Addict [7:13]
  - 作詞：中島美嘉／作曲・編曲：大沢伸一

7thシングル。
8. FIND THE WAY [5:26]
  - 作詞：中島美嘉／作曲：Lori Fine／編曲：島健

9thシングル。
9. 雪の華 [5:40]
  - 作詞：Satomi／作曲・編曲：松本良喜

10thシングル。
10. SEVEN [4:27]
  - 作詞：中島美嘉／作曲：Lori Fine／編曲：COLDFEET

11thシングル。
11. 朧月夜〜祈り [6:03]
  - 朧月夜 作詞：高野辰之／作曲：岡野貞一／編曲：葉加瀬太郎
  - 祈り 作詞：中島美嘉／作曲・編曲：葉加瀬太郎

ミニアルバム『朧月夜〜祈り』収録曲。
12. LEGEND [5:48]
  - 作詞：中島美嘉／作曲：岡野泰也／編曲：COLDFEET

13thシングル。Mainバージョンを収録。
13. 桜色舞うころ [4:55]
  - 作詞・作曲：川江美奈子／編曲：武部聡志

14thシングル。
14. GLAMOROUS SKY [4:27]
  - 作詞：AI YAZAWA／作曲：HYDE／編曲：HYDE・KAZ

「NANA starring MIKA NAKASHIMA」名義でリリースした16thシングルの収録曲。アルバム初収録。

## 演奏
- 中島美嘉
  - Vocal
  - Background Vocals (#2.4.6.8.10.11.14)
  - Background Vocals Arrangement (#2)
- 綾戸智恵：Piano, Hammond B-3 (#1)
- 大矢朋広：Vocal Treatment (#1)
- 冨田恵一：
  - Instruments, Treatments, Background Vocal Arrangement (#2.4)
  - Background Vocals (#2)
- 金原千恵子ストリングス：Strings (#2.4.6.7.8)
- 小林太：Flugelhorn (#2)
- 山本拓夫
  - Flute, Alto Flute (#2.4)** Sax (#9)
- ASATO
  - Background Vocals (#3.4)
  - Background Vocals Arrangement (#3)
- 田中義人：Programming & Instruments (#3)
- 落合範久：Strings Arrangement (#3)
- 弦一徹ストリングス：Strings (#3.13)
- 松本圭司：Electric Piano (#3)
- 三沢またろう：Percussion (#3.8.9)
- 朝川朋之：Harp (#4.12.13)
- 長岡成貢：Background Vocal Arrangement (#5)
- Loli Fine (COLDFEET)
  - Keyboards (#5.10.12)
  - Background Vocals (#5.8.10.12)
  - Background Vocal Arrangement (#5.8)
- Watusi (COLDFEET)：Programming & Instruments (#5.10.12)
- 佐野聡：Trombone & Horn Arrangement (#5)
- 佐々木史郎：Flugelhorn (#5)
- 灰野愛子：Background Vocals (#5.6)
- Shinya：Programming, Instruments, Background Vocal Arrangement (#6)
- 片山敦夫：Piano (#6)
- 有坂美香：Background Vocals (#6.7)
- 大沢伸一：Background Vocal Arrangement (#7)
- Brian Lynch：Trumpet, Strings Arrangement, Horn Arrangement, Jazz Band Arrangement (#7)
- 斉藤純：Drums (#7)
- 田辺等：Bass (#7)
- 柴田敬一：Piano (#7)
- Renald Jorge：Trombone (#7)
- 岡淳：Tenor Sax (#7)
- 島健：Piano (#8)
- 村石雅行：Drums (#8.9)
- 松原秀樹：Bass (#8)
- 小倉博和：Guitar (#8)
- 松本良喜：Programming (#9)
- 村山達哉：Strings Arrangement (#9)
- 種子田健：Bass (#9.13)
- 林部直樹：Guitar (#9)
- 鈴木大：Piano (#9)
- 安部潤：Organ (#9)
- 西村浩二：Trumpet (#9)
- 村田陽一：Trombone (#9)
- 村山・桐山ストリングス：Strings (#9)
- 渡辺貴浩：Clavinet, Rhodes & Acoustic Piano (#10)
- Terassy：Electric Guitar (#10)
- 山口とも：Conga, Bongo & Caxix (#10)
- 柏木広樹：Strings Arrangement (#11)
- 葉加瀬太郎：Violin (#11)
- みやざきみえこ：琴 (#11)
- 天野清継：Guitar (#11)
- 柏木ストリングス：Strings (#11)
- 武部聡志：Piano (#13)
- 山中雅文：Synthesizer Programming (#13)
- KAZ (VAMPS)：Guitar (#14)
- Ju-ken：Bass (#14)
- Ryu：Drums (#14)

## BEST (ミュージック・ビデオ・ベスト)
『BEST』は、中島美嘉のミュージック・ビデオ・ベスト。

### 解説（ビデオ）
ジャケット・アートワークは、CDと同一になっている。ただし収録内容は異なり、「FILM LOTUS」シリーズの中（IVまで）からミュージック・ビデオのみを網羅し、15枚目のシングル「ひとり」、当時の最新シングル「GLAMOROUS SKY」のミュージック・ビデオも収録されている。また、ボーナストラックとして「BLOOD」のライブ歌唱映像も収録されている。
上述のシリーズ中、2枚目のシングルに収録の「DESTINY'S LOTUS」、1枚目のアルバムに収録の「HEAVEN ON EARTH」、2枚目のアルバムに収録の「Venus in The Dark」も制作されているも、本作には収録されていない。

### チャート成績
オリコン音楽DVDチャート最高1位、総合DVDチャート最高7位。

### 収録曲（ビデオ）
1. AMAZING GRACE ('05)
撮り下ろし映像
2. STARS
1stシングル
『FILM LOTUS』より。
3. CRESCENT MOON
2ndシングル
『FILM LOTUS』より。
4. ONE SURVIVE
3rdシングル
『FILM LOTUS』より。
5. Helpless Rain
4thシングル
『FILM LOTUS II』より。
6. WILL
5thシングル
『FILM LOTUS II』より。
7. RESISTANCE
1stミニアルバム「RESISTANCE」収録曲
『FILM LOTUS II』より。
8. 愛してる
6thシングル
『FILM LOTUS II』より。
9. Love Addict
7thシングル
『FILM LOTUS III』より。
10. 接吻
8thシングル
『FILM LOTUS III』より。
11. FIND THE WAY
9thシングル
『FILM LOTUS III』より。
12. 雪の華
10thシングル
『FILM LOTUS III』より。
13. SEVEN
11thシングル
『FILM LOTUS IV』より。
14. 火の鳥
12thシングル
『FILM LOTUS IV』より。
15. 朧月夜〜祈り
2ndミニアルバム「朧月夜〜祈り」収録曲
2004年8月20日に行われた完全招待制プレミアム・ライブ「爽健美茶限定 中島美嘉ビューティフルライブ2004」よりライブ歌唱シーンを収録。
16. LEGEND
13thシングル
『FILM LOTUS IV』より。
17. 桜色舞うころ
14thシングル
『FILM LOTUS IV』より。
18. ひとり
15thシングル
撮り下ろし映像
19. GLAMOROUS SKY
NANA starring MIKA NAKASHIMA名義の1stシングル
撮り下ろし映像

BONUS TRACK
1.  BLOOD [LIVE]
NANA starring MIKA NAKASHIMA名義の1stシングルカップリング曲
同年に開催された全国ツアー「MIKA NAKASHIMA LET'S MUSIC TOUR 2005」よりライブ歌唱シーンを収録。